# Jamie Smith (Cricketspieler)
Jamie Luke Smith (* 12. Juli 2000 in Epsom, Vereinigtes Königreich) ist ein englischer Cricketspieler, der seit 2023 für die englische Nationalmannschaft spielt.

## Kindheit und Ausbildung
Smith besuchte die Whitgift School. Er vertrat Surrey ab dem U9-Level und arbeitete sich in der Folge durch deren Jugendsystem. Dabei konnte er früh herausragen und wurde teils mehrere Jahrgangsstufen höher eingesetzt. Auch war er Teil der englischen U19-Nationalmannschaft und konnte dort herausstechen.

## Aktive Karriere
Smith war Teil der englischen Lions und konnte dort bei dessen Tour in Sri Lanka überzeugen. Auch für Surrey konnte er früh überzeugen und sich so für die Selektoren der englischen Nationalmannschaft anbieten. Im September 2023 wurde er für die ODI-serie gegen Irland nominiert und gab dort sein Debüt. Sein Test-Debüt folgte in der Saison 2024 gegen die West Indies, wobei er ein Fifty über 70 Runs erzielte. Im dritten Spiel der Serie konnte er ein weiteres Fifty über 95 Runs beisteuern.